# Hafele-Keating-experiment
Het Hafele-Keating-experiment  was een low-budget test van zowel de algemene als de speciale relativiteitstheorie. Het experiment werd in oktober 1971 uitgevoerd door twee atoomklokken (cesium-133) één keer in oostelijke richting rond de aarde te vliegen en één keer in westelijke richting, waarna telkens het verschil gemeten werd met een stationaire atoomklok in de United States Naval Observatory (USNO) te Washington DC. 
Volgens de algemene relativiteitstheorie  zouden die klokken sneller moeten lopen (een grotere verstreken tijd aanduiden) dan de referentieklok omdat ze zich voor het grootste gedeelte van de tijd bevonden in een zwakker gravitatiepotentiaal en dus aan een zwakkere gravitatiekracht waren  blootgesteld. Tegelijkertijd en in tegenstelling daarmee moesten de bewegende klokken volgens de speciale relativiteitstheorie ook trager lopen wegens hun snelheid ten opzichte van een niet met de aarde mee-roterend referentiestelsel. 
Op basis van beide theorieën en de gegevens van de vluchtroute was berekend dat de vliegende klokken, vergeleken met de referentieklok op de U.S. Naval Observatory, een achterstand zouden moeten oplopen van 40±23 nanoseconden tijdens de vlucht in oostelijke richting (in dezelfde richting als de aardrotatie) en een voorsprong van 275±21 nanoseconden tijdens de vlucht in westelijke richting. Het gemeten resultaat: na de oostwaartse reis liepen de vliegende klokken 59±10 nanoseconden achter en na de westwaartse liepen ze 273±7 nanoseconden voor ten opzichte van de stationaire klok. 
Het experiment kwam tot stand nadat Joseph C. Hafele, assistent-professor aan de Washington Universiteit, bedacht dat een atoomklok in een vliegtuig waarschijnlijk nauwkeurig genoeg zou zijn om de voorspelde relativistische effecten te laten zien. Praktisch uitvoerbaar werd het idee toen de astronoom Richard E. Keating, die zich aan het USNO bezighield met atoomklokken, hem na een lezing aansprak. Het totale budget voor dit experiment was 8000 dollar, waarvan 7600 dollar opging aan de vliegtickets voor normale commerciële vluchten.     
Ter gelegenheid van het 25-jarig jubileum van het experiment voerde het National Physical Laboratory in Teddington, Engeland, in 1996 een beperkte herhaling uit door een atoomklok van Londen naar Washington en terug te vliegen. Door de intussen grotere precisie van de klokken was dit genoeg om het resultaat te bevestigen.
In 2010 werd het experiment nog eens overgedaan, dit keer op een reis om de wereld: Londen, Los Angeles, Auckland, Hong Kong, Londen.
Het Global Positioning System (GPS) kan beschouwd worden als een voortdurende herhaling van het Hafele-Keating-experiment: De klokken aan boord van de GPS satellieten worden voortdurend gecorrigeerd voor de berekende tijddilatatie-effecten op basis van zowel de speciale als de algemene relativiteitstheorie, zodat ze gelijk blijven lopen met de klokken op het aardoppervlak.